# Orquesta Barroca de Barcelona
La Orquesta Barroca de Barcelona, también conocida como Orquesta de Cámara Barroca de Barcelona (en catalán y oficialmente Orquestra Barroca de Barcelona u Orquestra de Cambra Barroca de Barcelona) es una orquesta de cámara con sede en la ciudad de Barcelona, dedicada a la interpretación de la música de los siglos XVII y XVIII. En la actualidad, y desde enero de 2015, su director musical es el violinista Gilles Colliard.

## Historia
Nacida en el año 2010, está compuesta en su mayoría por músicos formados en el departamento de Música Antigua de la Escuela Superior de Música de Cataluña.
Desde su fundación, ha sido dirigida por maestros de prestigio internacional, como David Malet, Daniel Mestre o Gilles Colliard, entre otros, y ha colaborado como solistas algunos intérpretes como Esther Ribot, Oriol Rosés, Ulrike Haller, Albert Riera, Carme Guinart o Elies Benito. Asimismo, han ofrecido conciertos junto a agrupaciones corales reconocidas, como el Orfeón Laudate o el Coro Vivaldi.
A lo largo de su trayectoria, cabe destacar la realización de conciertos para Juventudes Musicales y en distintos puntos de la geografía catalana, como en el Festival Internacional de Música de S'Agaró, Ciclo de Conciertos Clásicos de l'Escala-Empúries, Auditorio Axa de Barcelona, Palacio de la Música Catalana y el Ciclo de Conciertos "Mercredi classique" de Arles-sur-Tech (Francia), entre otros. Además, en 2012 grabaron su primer CD, que recoge una serie de arias de Georg Friedrich Händel.

## Discografía
- 2012 - Àries de G.F. Händel, junto a la soprano Esther Ribot y el contratenor Oriol Rosés, bajo la dirección de Adolf Gassol (concertino-director) (InSitu Enregistraments)